# قرار مجلس الأمن التابع للأمم المتحدة رقم 29
 قرار مجلس الأمن التابع للأمم المتحدة رقم 29، اعتمدت بالإجماع يوم 12 أغسطس 1947، بعد أن استعرض وفي بعض الحالات، مستشارون طلبات الحصول على العضوية في الأمم المتحدة من ألبانيا، ومنغوليا، شرق الأردن، أيرلندا، البرتغال، المجر، إيطاليا، رومانيا، النمسا، اليمن، بلغاريا وباكستان. أوصى المجلس الجمعية العامة قبول اليمن وباكستان.